# IC 4211
IC 4211 ist ein Doppelstern im Sternbild Jagdhunde. Das Objekt wurde am 21. März 1903 von Max Wolf entdeckt und fälschlicherweise in den Index-Katalog aufgenommen.